# Arhopala vaya
Arhopala vaya är en fjärilsart som beskrevs av Hans Fruhstorfer 1914. Arhopala vaya ingår i släktet Arhopala och familjen juvelvingar. Inga underarter finns listade i Catalogue of Life.